# Onychothemis
Onychothemis – rodzaj ważek z rodziny ważkowatych (Libellulidae). Obejmuje gatunki występujące w krainie orientalnej.

## Systematyka
Rodzaj Onychothemis utworzył w 1868 roku austriacki entomolog Friedrich Moritz Brauer dla nowo opisanego przez siebie gatunku Onychothemis abnormis. Obecnie (2025) do rodzaju zaliczanych jest 7 gatunków.

### Podział systematyczny
Do rodzaju należą następujące gatunki:
- Onychothemis abnormis Brauer, 1868
- Onychothemis celebensis Ris, 1912
- Onychothemis coccinea Lieftinck, 1953
- Onychothemis culminicola Förster, 1904
- Onychothemis testacea Laidlaw, 1902
- Onychothemis tonkinensis Martin, 1904
- Onychothemis yvonnae Villanueva & Van Beijnen, 2022